# 南郷達也
南郷 達也（なんごう たつや、1947年8月11日 - ）は、東京都江戸川区出身の作曲家、編曲家。日本作曲家協会理事。

## 人物
明治大学マンドリン倶楽部OB。同サークルの創設者である古賀政男に感化され、音楽制作を始めた。
その後、演歌・歌謡曲の編曲家として活動。ちあきなおみ「紅とんぼ」、氷川きよし「最後と決めた女だから」、石川さゆり「大阪のおんな」、石原詢子「おんなの涙」などのヒット曲がある。
本格的な演歌にしたいというスタッフの意向により、コンピュータゲーム『アイドルマスター シンデレラガールズ』に起用されたこともある。

## 主な編曲作品
シングル表題曲は太字
逢川まさき
- 港たずねびと

石川さゆり
- 大阪のおんな
- たんぽぽ
- 惚れてます
- すっぴんさん
- 陽だまりの詩
- 狭霧の宿
- だいこんの花
- あぁ…あんた川
- 津軽恋情話
- 夫婦人情

石原詢子
- おんなの涙
- 夜泣き鳥
- ふたり川
- 散るは涙か花びらか
- 淡墨桜
- なごり雨
- 一人静
- 寿 契り酒
- 寿 契り酒（詩吟「結婚を賀す」入り）
- 遥かな道
- 細石〜さざれいし〜（詩吟「細石」入り）
- 涙に抱かれて
- 通り雨
- ひとり酔いたくて
- 大阪おかん

市川由紀乃
- 隠れ咲き
- 能登絶唱
- 浮世草
- 花の咲く日まで
- うたかたの女
- 港町哀歌
- かげろう橋

今井まさるとフェニックス
- ダンディー・ナイト
- 恋させて

上杉香緒里
- 寒牡丹
- 乱れ雲
- 紅水仙
- さよなら出船
- あなたの笑顔
- 生々流転
- 流れ星
- 男花 女花
- 裏町ぐらし
- 別府航路
- 居酒屋ほたる
- 浪花化粧
- 雨の花
- 手鏡
- 鬼灯
- 暗夜の恋

大石まどか
- 情なし海峡
- 浮世の花
- 京都の雨
- 娘馬子唄
- 居酒屋「津軽」
- 能登しぐれ
- 悲しい女になりきって
- 酔舟ひとり

上沼恵美子
- 時のしおり
- 大阪ラブレター

北川大介
- みちのく
- 胸に汽笛が響く町

黒川真一朗
- くれない酒場
- 雄物川
- 惚れほれ酒
- 一夜川
- なみだ雨
- 旭川

坂本冬美
- 大志
- ふたり咲き
- 凛として
- 男侠
- 気まぐれ道中
- 男の火祭り
- 女は抱かれて鮎になる

城之内早苗
- 恋桜
- 隅田川
- 雪肌草
- 冬の旅路
- 華舞台
- ランタンまつり
- 西馬音内 盆唄
- 白鷺の宿

城之内早苗・山本譲二
- 忘れるもんか

ちあきなおみ
- 紅とんぼ

中西りえ
- 土佐っぽ カツオ船
- 振られ上手

氷川きよし
- 紅い落葉
- 最後と決めた女だから

モングン
- 生きてる限り
- おやじ
- ふるさとアカシア

村上巴（アイドルマスター シンデレラガールズ）
- おんなの道は星の道[3]